# Пршибрам (футбольный клуб)
«Прши́брам» (чеш. FK Příbram) — чешский футбольный клуб из одноименного города в Среднечешском крае. Клуб основан в 1928 году, в 1996 году произошло объединение с «Дуклой», домашние матчи проводит на стадионе «На Литавце», вмещающем 9100 зрителей. Лучшим результатом в чемпионате Чехии является 4-е место в сезоне 2000/01.

## История
Клуб был основан в 1928 году в Пршибраме под названием «Березове Горы». Клуб находился в низших лигах до 1968 года, когда занял третье место, которое означало продвижения в только что созданную третью лигу. Сезон 1974/75 команда завершила на первом месте в группе A третьей лиги, что позволило выйти во вторую лигу, в которой он оставался до 1981 года. В сезоне 1993/94 клуб занял второе место в третьей и вернулся во вторую лигу.
В сезоне 1995/96 команда заняла восьмое место, но из-за финансовых проблем клуб должен был лишиться профессиональной лицензии. В результате, в 1996 году произошло слияние с пражской «Дуклой», которая выступала в третьей лиге. В результате объединения «Дукла» получила право выступать во второй лиге. В сезоне 1996/97 выиграв вторую лигу «Дукла» вышла в Гамбринус Лигу и переехала в Пршибрам. В 1997 году команда добилась главного достижения в своей истории выйдя в финал Кубка Чехии, где уступила пражской «Славии» в дополнительное время. Команда изменила название на «Дукла Пршибрам», в 2000 году клуб получил название главного спонсора «Марила».
В 2001 году права на название «Дукла Прага» приобрела любительская команда пятой лиги «Дукла Дейвице».
Завершив сезон 2006/07 на предпоследнем место «Марила» вылетела во вторую лигу. На следующий сезон команда вернулась в элиту, финишировав на втором месте во второй лиге. В 2008 году после окончания спонсорского контракта клуб сменил название на «Пршибрам». Начиная с сезона 2022/23 клуб вновь обрёл спонсорское название — «Виагем». Проведя с таким названием всего один сезон, клуб не продлил соглашение со спонсором и вернулся к официальному названию «Пршибрам».

## Прежние названия
- 1928—1950 — СК «Березове Горы» (чеш. Sportovní klub Březové Hory)
- 1950—1955 — ДСО «Баник» Пршибрам (чеш. Dobrovolná sportovní organizace Baník Příbram)
- 1955—1972 — ТЕ «Баник» Пршибрам (чеш. Tělovýchovná jednota Baník Příbram)
- 1972—1976 — СК «Уранове Долы» Пршибрам (чеш. Sportovní klub Uranové Doly Příbram)
- 1976—1981 — ТЕ «Баник» УД Пршибрам (чеш. Tělovýchovná jednota Baník Uranové Doly Příbram)
- 1981—1992 — ТЕ УД «Пршибрам» (чеш. Tělovýchovná jednota Uranové Doly Příbram)
- 1992—1996 — ФК «Портал» Пршибрам (чеш. Football Club Portal Příbram, akciová společnost)
- 1996—1998 — ФК «Дукла» (чеш. Football Club Dukla, akciová společnost)
- 1998—2000 — ФК «Дукла» Пршибрам (чеш. Football Club Dukla Příbram, akciová společnost)
- 2000—2002 — ФК «Марила» Пршибрам (чеш. Football Club Marila Příbram, akciová společnost)
- 2002—2008 — ФК «Марила» Пршибрам (чеш. Fotbalový klub Marila Příbram, akciová společnost)
- 2008—2022 — 1. ФК «Пршибрам» (чеш. 1. Fotbalový klub Příbram, akciová společnost)
- 2022—2023 — ФК «Виагем Пршибрам» (чеш. Fotbalový klub VIAGEM Příbram)
- 2023—н. в. — ФК «Пршибрам» (чеш. Fotbalový klub Příbram)

## Статистика выступлений

### Выступление в еврокубках
| Сезон   | Турнир          | Раунд | Соперник    | 1 матч | 2 матч | Итог  |
| ------- | --------------- | ----- | ----------- | ------ | ------ | ----- |
| 2000    | Кубок Интертото | Р2    | ЛАСК        | 1 : 1  | 3 : 2  | 4 : 3 |
|         |                 | Р3    | Астон Вилла | 0 : 0  | 1 : 3  | 1 : 3 |
| 2001/02 | Кубок УЕФА      | Р1    | Седан       | 4 : 0  | 1 : 3  | 5 : 3 |
|         |                 | Р2    | ПАОК        | 1 : 6  | 2 : 2  | 3 : 8 |

- Домашние игры выделены жирным шрифтом

### Выступление в чемпионате и Кубке Чехии
| Сезон   | Лига/дивизион                | Уров. | Место | Кубок        |
| ------- | ---------------------------- | ----- | ----- | ------------ |
| 1993/94 | Богемская футбольная лига    | 3     | 2     | Третий раунд |
| 1994/95 | Вторая лига                  | 2     | 5     | 1/2 финала   |
| 1995/96 | Вторая лига                  | 2     | 6     | 1/4 финала   |
| 1996/97 | Вторая лига                  | 2     | 1     | Финал        |
| 1997/98 | Gambrinus лига               | 1     | 13    | 1/4 финала   |
| 1998/99 | Gambrinus лига               | 1     | 13    | Третий раунд |
| 1999/00 | Gambrinus лига               | 1     | 6     | Третий раунд |
| 2000/01 | Gambrinus лига               | 1     | 4     | 1/8 финала   |
| 2001/02 | Gambrinus лига               | 1     | 13    | 1/4 финала   |
| 2002/03 | Gambrinus лига               | 1     | 10    | 1/4 финала   |
| 2003/04 | Gambrinus лига               | 1     | 11    | 1/4 финала   |
| 2004/05 | Gambrinus лига               | 1     | 9     | Третий раунд |
| 2005/06 | Gambrinus лига               | 1     | 13    | 1/8 финала   |
| 2006/07 | Gambrinus лига               | 1     | 15    | 1/4 финала   |
| 2007/08 | Вторая лига                  | 2     | 2     | Третий раунд |
| 2008/09 | Gambrinus лига               | 1     | 12    | Второй раунд |
| 2009/10 | Gambrinus лига               | 1     | 10    | 1/4 финала   |
| 2010/11 | Gambrinus лига               | 1     | 13    | Второй раунд |
| 2011/12 | Gambrinus лига               | 1     | 9     | Второй раунд |
| 2012/13 | Gambrinus лига               | 1     | 11    | Второй раунд |
| 2013/14 | Gambrinus лига               | 1     | 12    | 1/8 финала   |
| 2014/15 | Synot лига                   | 1     | 5     | 1/8 финала   |
| 2015/16 | Synot лига                   | 1     | 14    | 1/8 финала   |
| 2016/17 | ePojisteni.cz лига           | 1     | 16    | Второй раунд |
| 2017/18 | Футбольная национальная лига | 2     | 2     | Третий раунд |
| 2018/19 | Fortuna лига                 | 1     | 14    | 1/8 финала   |
| 2019/20 | Fortuna лига                 | 1     | 16    | Второй раунд |
| 2020/21 | Fortuna лига                 | 1     | 17    | Третий раунд |
| 2021/22 | Fortuna национальная лига    | 2     | 13    | Третий раунд |
| 2022/23 | Fortuna национальная лига    | 2     | 3     | Третий раунд |
| 2023/24 | Fortuna национальная лига    | 2     | 15    | Второй раунд |
| 2024/25 | Богемская футбольная лига    | 3     |       | Второй раунд |

## Достижения
Вторая лига
- Победитель: 1996/97

Кубок Чехии
- Финалист: 1996/97